# 基督教墳場

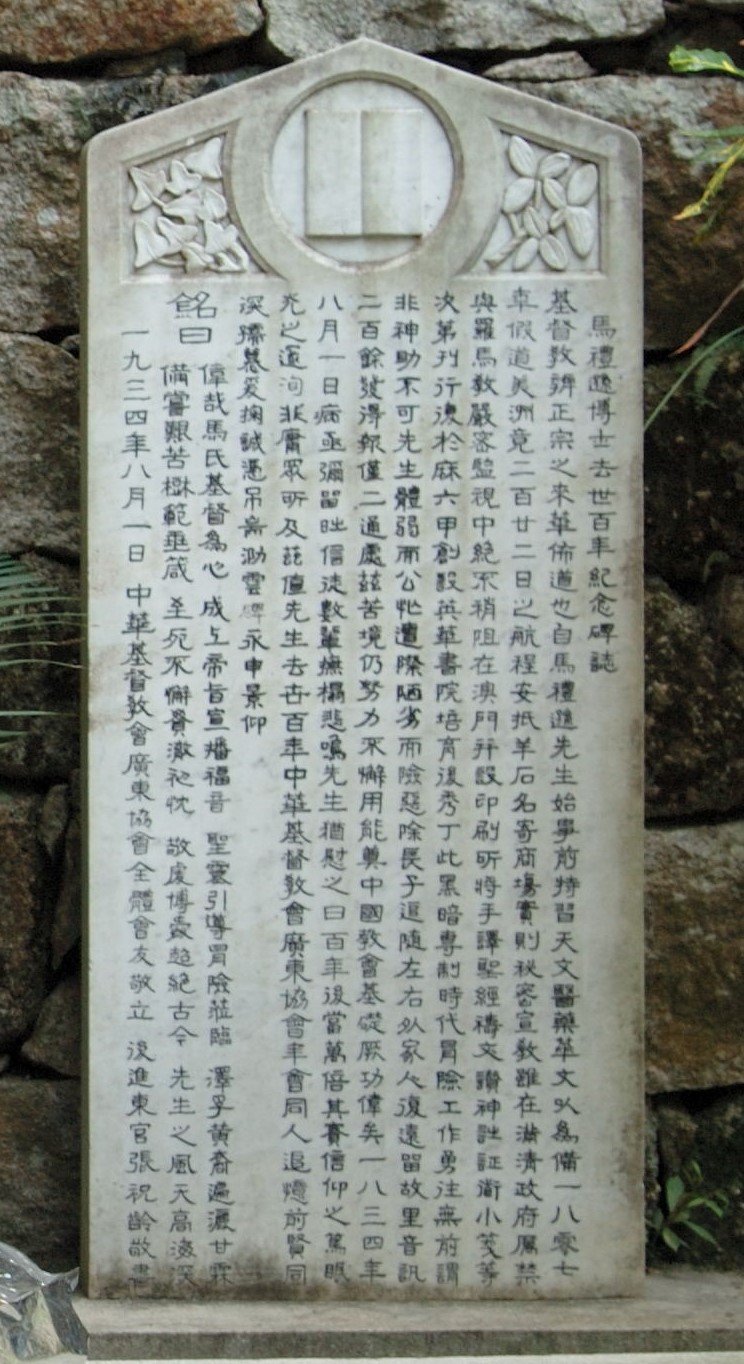
立於基督教墳場的馬禮遜紀念碑

舊基督教墳場（葡萄牙語：Cemitério Protestante）位於澳門西北部，聖安多尼教堂北面，東方基金會會址之右。安葬了如著名畫家錢納利、傳教士馬禮遜等人。墳場內有一羅馬風格小教堂，二戰後墳場轉交聖公會管理，教堂則以馬禮遜命名，為「澳門歷史城區」一部份。
墳場由英國東印度公司於1821年建立，以解決當時新教徒在天主教佔特權地位的澳門城缺乏長眠之所的問題。天主教會固不願見新教徒葬於城牆之內，中國人亦不容許外國人埋於關閘以北的地方。來自英國、美國及北歐國家的商人唯有秘密地把先人葬於城牆與關閘之間，恐防被中國人發現會發生衝突，甚至在離開之後毀墳滅屍。
事情最終在馬禮遜的原配瑪麗在1821年去世以後解決。當時的地區委員會決定購置一幅地皮，並與葡方在法律問題上達成共識。後來所有外國人都可以在此安息，而原先葬於其他地方的遺體亦遷葬於此，所以有些墓碑的年代早於墳場始建的年份。
墳場葬了來自英國、美國、荷蘭、丹麥、瑞典和德國的國民。除了上述的名人外，尚有：撒母耳·台約爾牧师（Rev. Samuel Dyer，開創中文活字印刷術，基督教傳教士戴德生的岳父）；英國皇家海軍艦長亨利·約翰·史賓塞—邱吉爾（即喬治·史賓塞—邱吉爾之子，溫斯頓·邱吉爾之叔曾祖父）；美國海軍上尉約瑟·哈羅德·亞當斯（美國第二任總統約翰·亞當斯之孫、第六任總統約翰·昆西·亞當斯之姪）首任美國駐港澳總領事Thomas Westbrook Waldron(1814-1844)、賴廉士爵士，CBE，ED，JP（Sir Lindsay Tasman Ride，1898年10月10日－1977年10月17日）等。
墳場在1858年關閉，此後就稱為「舊」基督教墳場。
墳場也是李小龍主演的電影《精武門》、陳真哭別師傅霍元甲的拍攝場景。

## 延伸閱讀
- Robert Morrison, A Master Builder; Marshall Broomhall; China Inland Mission 1925
- The Memoir of Samuel Dyer: Sixteen Years Missionary to the Chinese by Evan Davies, John Snow, London, 1846

## 外部連結
- Morrison Chapel Website（页面存档备份，存于）
- Information about the Morrison Chapel （页面存档备份，存于） (some information is out of date – see link below)
- Report on the appointment of a new clergy-in-charge at the Morrison Chapel
- Ola Macau Guide entry on the Old Protestant Cemetery

22°11′59.63″N 113°32′24.71″E / 22.1998972°N 113.5401972°E
| 澳門歷史城區 |
| 建築 |
| 媽閣廟 \| 港務局大樓 \| 鄭家大屋 \| 聖老楞佐教堂 \| 聖若瑟修院大樓及聖堂 \| 崗頂劇院 \| 何東圖書館大樓 \| 聖奧斯定教堂 \| 市政署大樓 \| 三街會館（關帝廟） \| 仁慈堂大樓（仁慈堂博物館） \| 大堂（主教座堂） \| 大堂巷七號住宅（盧家大屋） \| 玫瑰聖母堂 \| 大三巴牌坊 \| 哪吒廟 \| 舊城牆遺址 \| 大炮台 \| 聖安多尼教堂（花王堂） \| 東方基金會會址 \| 基督教墳場（包括馬禮遜小教堂） \| 東望洋炮台（包括聖母雪地殿教堂及燈塔）（保育危機） |
| 前地 |
| 媽閣廟前地 \| 亞婆井前地 \| 崗頂前地 \| 議事亭前地 \| 板樟堂前地 \| 大堂前地 \| 耶穌會紀念廣場 \| 賈梅士前地 |
| 区内其他地点及街道 |
| 海事博物館 \| 妈阁斜巷 \| 妈阁街 \| 高楼街 \| 政府總部事務局 \| 聖若瑟教區中學第二、三校 \| 龙嵩正街 \| 亞美打利庇盧大馬路 \| 聖若瑟教區中學第四校 \| 澳門郵政局大樓 \| 聖物寶庫 \| 大三巴街 \| 天主教藝術博物館與墓室 \| 澳門博物館 \| 大炮台山 \| 花王堂街 \| 白鸽巢总站 \| 东望洋山 |